# サッカーリトアニア女子代表
サッカーリトアニア女子代表（サッカーリトアニアじょしだいひょう）は、リトアニアサッカー連盟(リトアニア語: Lietuvos Futbolo Federacija, 略称：LFF)によって編成されるサッカーのナショナルチーム。欧州サッカー連盟(UEFA)に所属している。
女子ワールドカップ、オリンピックともに出場はない。

## ワールドカップの成績
- 1991 - 不参加
- 1995 - 不参加
- 1999 - 不参加
- 2003 - 不参加
- 2007 - 不参加
- 2011 - 不参加
- 2015 - 予選敗退

## オリンピックの成績
- 1996 - 不参加
- 2000 - 不参加
- 2004 - 不参加
- 2008 - 不参加
- 2012 - 不参加

## UEFA欧州女子選手権の成績
リトアニアが独立した1991年以降の成績を記す。
- 1991 - 不参加
- 1993 - 不参加
- 1995 - 不参加
- 1997 - 不参加
- 2001 - 不参加
- 2005 - 不参加
- 2009 - 予選敗退
- 2013 - 予選敗退

## FIFAランキング
- 最新順位 - 106位(2024年8月)
- 初登場 - 60位(2004年12月)
- 最高順位 - 60位(2006年9月)
- 最低順位 - 108位(2021年9月)

出典: FIFA Women's Ranking